# 波迪萨拉
波迪萨拉（Photisarath；1501年—1548年），瀾滄王國中期國王，維蘇納拉國王之子。他被認為是最虔誠的老撾國王，統治時期把民間傳統鬼魂信仰禁止，改為完全信仰上座部佛教。他統治時期也是老撾國力最強時期。
他也以破除前佛教時期萬物有靈和婆羅門教信仰遺存確立上座部佛教信仰的虔誠佛教徒聞名，1527年菩提塞拉頒布了一項法令禁止以萬物有靈論為根據的迷信崇拜，並命令把他們的聖地摧毀，把他們的祭壇扔進河裡，改為興建寺院。
1548年他死於一場獵捕野生大象的意外，他兒子賽塔提拉從蘭納趕回琅勃拉邦即位。
| 前任： 維蘇納臘 | 瀾滄王國國王 1520年－1548年 | 繼任： 賽塔提拉 |